# Liste des stations du TEOR et du tramway de Rouen

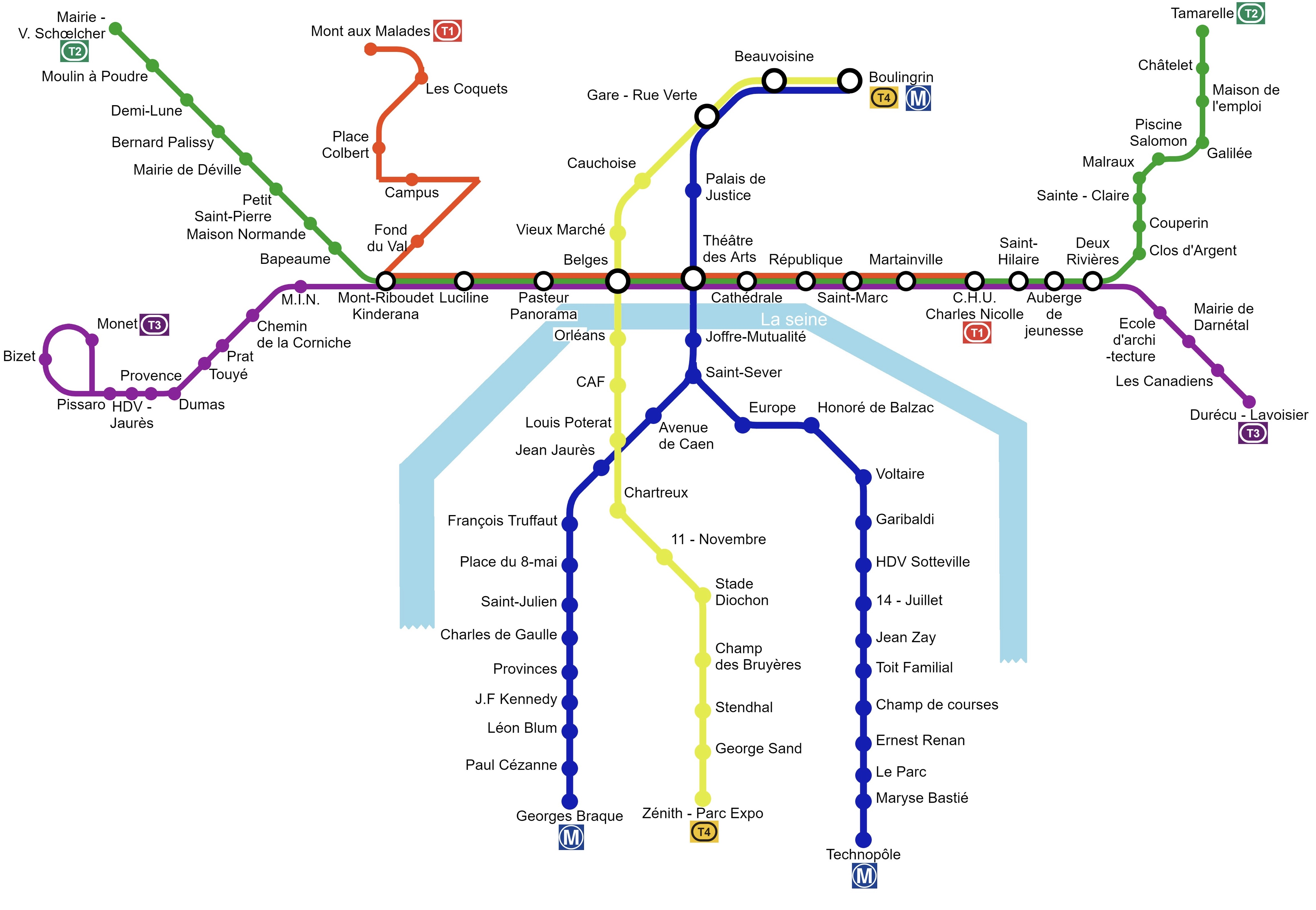
Carte du réseau du tramway et des lignes TEOR.

Cet article est une liste des stations du TEOR et du tramway de Rouen.
- Noms en gras : stations-terminus servant de départ ou de terminus à certaines missions.

## Transport est-ouest rouennais (TEOR)

### Ligne T1
Initialement, le T1 reliait le CHU Charles Nicolle de Rouen au Mont aux Malades de Mont-Saint-Aignan. 

À partir du 1er septembre 2008, le T1 a été prolongé jusqu'à la place du Boulingrin, afin de permettre aux usagers du métro de rejoindre rapidement le CHU.
Depuis le 29 août 2016, le trajet du T1 est amputé de ses deux derniers arrêts : le terminus se fait à CHU Charles Nicolle et l'interconnexion n'est plus assurée avec les lignes F2, 22, 40 et t53.
|          |   |  |                                                     | Stations                | Communes desservies | Correspondances                                             |
| -------- | - |  | --------------------------------------------------- | ----------------------- | ------------------- | ----------------------------------------------------------- |
| Terminus | O |  | Station accessible aux personnes à mobilité réduite | CHU Charles Nicolle     | Rouen               | T2 T3 T4                                                    |
|          | o |  | Station accessible aux personnes à mobilité réduite | Martainville            | Rouen               | T2 T3 13 15 20                                              |
|          | o |  | Station accessible aux personnes à mobilité réduite | Saint-Marc              | Rouen               | T2 T3 F5 33                                                 |
|          | o |  | Station accessible aux personnes à mobilité réduite | République              | Rouen               | T2 T3 F1 F7 11 F5 F9 27 33                                  |
|          | o |  | Station accessible aux personnes à mobilité réduite | Cathédrale              | Rouen               | T2 T3                                                       |
|          | o |  | Station accessible aux personnes à mobilité réduite | Théâtre des Arts        | Rouen               | (M) Technopôle (M) Georges Braque T2 T3 F5 F9 27 33 529 530 |
|          | o |  | Station accessible aux personnes à mobilité réduite | Belges                  | Rouen               | T2 T3 T4                                                    |
|          | o |  | Station accessible aux personnes à mobilité réduite | Pasteur                 | Rouen               | T2 T3                                                       |
|          | o |  | Station accessible aux personnes à mobilité réduite | Luciline                | Rouen               | T2 T3                                                       |
|          | o |  | Station accessible aux personnes à mobilité réduite | Mont-Riboudet Kindarena | Rouen               | T2 T3 F4 26 35 529 530 P+R                                  |
|          | o |  | Station accessible aux personnes à mobilité réduite | Fond du Val             | Rouen               | P+R 15                                                      |
|          | o |  | Station accessible aux personnes à mobilité réduite | Campus                  | Mont-Saint-Aignan   |                                                             |
|          | o |  | Station accessible aux personnes à mobilité réduite | Place Colbert           | Mont-Saint-Aignan   | F2 F7 F8 10 43 N P+R                                        |
|          | o |  | Station accessible aux personnes à mobilité réduite | Les Coquets             | Mont-Saint-Aignan   | F2 F7 F8 10 43 N                                            |
| Terminus | O |  | Station accessible aux personnes à mobilité réduite | Mont aux Malades        | Mont-Saint-Aignan   | F2 F8 10 43                                                 |

### Ligne T2
Le T2 est la ligne enregistrant le plus de voyageurs du réseau TEOR, elle relie la Mairie Victor Schœlcher commune de Notre-Dame-de-Bondeville à Tamarelle à Bihorel.

|          |   |  |                                                     | Stations                | Communes desservies      | Correspondances                                             |
| -------- | - |  | --------------------------------------------------- | ----------------------- | ------------------------ | ----------------------------------------------------------- |
| Terminus | O |  | Station accessible aux personnes à mobilité réduite | Tamarelle               | Bihorel                  | F2 F8 10 20                                                 |
|          | o |  | Station accessible aux personnes à mobilité réduite | Châtelet                | Rouen                    |                                                             |
|          | o |  | Station accessible aux personnes à mobilité réduite | Maison de l'Emploi      | Rouen                    |                                                             |
|          | o |  | Station accessible aux personnes à mobilité réduite | Galilée                 | Rouen                    |                                                             |
|          | o |  |                                                     | Piscine Salomon         | Rouen                    |                                                             |
|          | o |  | Station accessible aux personnes à mobilité réduite | Malraux                 | Rouen                    |                                                             |
|          | o |  | Station accessible aux personnes à mobilité réduite | Sainte-Claire           | Rouen                    |                                                             |
|          | o |  | Station accessible aux personnes à mobilité réduite | Couperin                | Rouen                    |                                                             |
|          | o |  | Station accessible aux personnes à mobilité réduite | Clos d'Argent           | Rouen                    |                                                             |
|          | o |  | Station accessible aux personnes à mobilité réduite | Deux Rivières           | Rouen                    | T3 22                                                       |
|          | o |  | Station accessible aux personnes à mobilité réduite | Auberge de Jeunesse     | Rouen                    | T3 36                                                       |
|          | o |  | Station accessible aux personnes à mobilité réduite | Saint-Hilaire           | Rouen                    | T3 T4                                                       |
|          | o |  | Station accessible aux personnes à mobilité réduite | CHU Charles Nicolle     | Rouen                    | T1 T3 T4                                                    |
|          | o |  | Station accessible aux personnes à mobilité réduite | Martainville            | Rouen                    | T1 T3 13 15 20                                              |
|          | o |  | Station accessible aux personnes à mobilité réduite | Saint-Marc              | Rouen                    | T1 T3 F5 33 13 15                                           |
|          | o |  | Station accessible aux personnes à mobilité réduite | République              | Rouen                    | T1 T3 F1 F7 11 F5 F9 27 33                                  |
|          | o |  | Station accessible aux personnes à mobilité réduite | Cathédrale              | Rouen                    | T1 T3                                                       |
|          | o |  | Station accessible aux personnes à mobilité réduite | Théâtre des Arts        | Rouen                    | (M) Technopôle (M) Georges Braque T1 T3 F5 F9 27 33 529 530 |
|          | o |  | Station accessible aux personnes à mobilité réduite | Belges                  | Rouen                    | T1 T3 T4                                                    |
|          | o |  | Station accessible aux personnes à mobilité réduite | Pasteur                 | Rouen                    | T1 T3                                                       |
|          | o |  | Station accessible aux personnes à mobilité réduite | Luciline                | Rouen                    | T1 T3                                                       |
|          | o |  | Station accessible aux personnes à mobilité réduite | Mont-Riboudet Kindarena | Rouen                    | T1 T3 F4 26 35 529 530 P+R                                  |
|          | o |  | Station accessible aux personnes à mobilité réduite | Bapeaume                | Rouen                    | 35 529                                                      |
|          | o |  | Station accessible aux personnes à mobilité réduite | Maison Normande         | Déville-lès-Rouen        | 35 529                                                      |
|          | o |  | Station accessible aux personnes à mobilité réduite | Petit Saint-Pierre      | Déville-lès-Rouen        | F4 F8 35 529                                                |
|          | o |  | Station accessible aux personnes à mobilité réduite | Mairie de Déville       | Déville-lès-Rouen        | F8 529 F4 35                                                |
|          | o |  | Station accessible aux personnes à mobilité réduite | Bernard Palissy         | Maromme                  | F8 529 F4 35 43                                             |
|          | o |  | Station accessible aux personnes à mobilité réduite | Demi-Lune               | Notre-Dame-de-Bondeville | 10 43 529 F4 35                                             |
|          | o |  | Station accessible aux personnes à mobilité réduite | Moulin à Poudre         | Notre-Dame-de-Bondeville | 35 529                                                      |
| Terminus | O |  | Station accessible aux personnes à mobilité réduite | Mairie V. Schœlcher     | Notre-Dame-de-Bondeville | F4 529                                                      |

### Ligne T3
Le T3 relie Durécu-Lavoisier, commune de Darnétal à Monet, dans la commune de Canteleu.

|          |   |  |                                                     | Stations                | Communes desservies | Correspondances                                             |
| -------- | - |  | --------------------------------------------------- | ----------------------- | ------------------- | ----------------------------------------------------------- |
| Terminus | O |  | Station accessible aux personnes à mobilité réduite | Durécu-Lavoisier        | Darnétal            | P+R                                                         |
|          | o |  | Station accessible aux personnes à mobilité réduite | Les Canadiens           | Darnétal            | 28 filo'r (TAD) zone 2                                      |
|          | o |  | Station accessible aux personnes à mobilité réduite | Mairie de Darnétal      | Darnétal            | 14 28 38 filo'r (TAD) zone 2                                |
|          | o |  | Station accessible aux personnes à mobilité réduite | École d'Architecture    | Rouen               | 38                                                          |
|          | o |  | Station accessible aux personnes à mobilité réduite | Deux Rivières           | Rouen               | T2 22                                                       |
|          | o |  | Station accessible aux personnes à mobilité réduite | Auberge de Jeunesse     | Rouen               | T2 36                                                       |
|          | o |  | Station accessible aux personnes à mobilité réduite | Saint-Hilaire           | Rouen               | T2 T4                                                       |
|          | o |  | Station accessible aux personnes à mobilité réduite | CHU Charles Nicolle     | Rouen               | T1 T2 T4                                                    |
|          | o |  | Station accessible aux personnes à mobilité réduite | Martainville            | Rouen               | T1 T2 13 15 20                                              |
|          | o |  | Station accessible aux personnes à mobilité réduite | Saint-Marc              | Rouen               | T1 T2 F5 33                                                 |
|          | o |  | Station accessible aux personnes à mobilité réduite | République              | Rouen               | T1 T2 F1 F7 11 F5 F9 27 33                                  |
|          | o |  | Station accessible aux personnes à mobilité réduite | Cathédrale              | Rouen               | T1 T2                                                       |
|          | o |  | Station accessible aux personnes à mobilité réduite | Théâtre des Arts        | Rouen               | (M) Technopôle (M) Georges Braque T1 T2 F5 F9 27 33 529 530 |
|          | o |  | Station accessible aux personnes à mobilité réduite | Belges                  | Rouen               | T1 T2 T4                                                    |
|          | o |  | Station accessible aux personnes à mobilité réduite | Pasteur                 | Rouen               | T1 T2                                                       |
|          | o |  | Station accessible aux personnes à mobilité réduite | Luciline                | Rouen               | T1 T2                                                       |
|          | o |  | Station accessible aux personnes à mobilité réduite | Mont-Riboudet Kindarena | Rouen               | T1 T2 F4 26 35 529 530 P+R                                  |
|          | o |  | Station accessible aux personnes à mobilité réduite | MIN                     | Rouen               | 35 530 F4 44                                                |
|          | o |  | Station accessible aux personnes à mobilité réduite | Chemin de la Corniche   | Canteleu            |                                                             |
|          | o |  | Station accessible aux personnes à mobilité réduite | Prat                    | Canteleu            | 35 530                                                      |
|          | o |  | Station accessible aux personnes à mobilité réduite | Touyé                   | Canteleu            | 35                                                          |
|          | o |  | Station accessible aux personnes à mobilité réduite | Dumas                   | Canteleu            |                                                             |
|          | o |  | Station accessible aux personnes à mobilité réduite | Provence                | Canteleu            |                                                             |
|          | o |  | Station accessible aux personnes à mobilité réduite | Hôtel de Ville - Jaurès | Canteleu            | 35                                                          |
|          | o |  | Station accessible aux personnes à mobilité réduite | Pissarro                | Canteleu            |                                                             |
|          | o |  | Station accessible aux personnes à mobilité réduite | Bizet                   | Canteleu            |                                                             |
| Terminus | O |  | Station accessible aux personnes à mobilité réduite | Monet                   | Canteleu            |                                                             |

### Ligne T4
La récente ligne T4 relie le CHU Charles Nicolle, commune de Rouen à Zénith-Parc Expo, dans la commune de Grand-Quevilly.
Le 29 août 2022, le tronçon entre Boulingrin et CHU Charles Nicolle est mis en service, ce qui permet une nouvelle correspondance avec les trois autres lignes TEOR du réseau. Une nouvelle station, baptisée Marie Marvingt, est créée à cette occasion.
En septembre 2023, la ligne a été prolongée au Médical Training Center à Rouen, créant à l'occasion 2 nouvelles stations.
|          |   |  |  | Stations            | Communes desservies  | Correspondances                                |
| -------- | - |  |  | ------------------- | -------------------- | ---------------------------------------------- |
| Terminus | O |  |  | Marie Curie - MTC   | Rouen                |                                                |
|          | o |  |  | Campus Santé        | Rouen                |                                                |
|          | o |  |  | CHU Charles Nicolle | Rouen                | T1 T2 T3                                       |
|          | o |  |  | Saint-Hilaire       | Rouen                | T2 T3                                          |
|          | o |  |  | Marie Marvingt      | Rouen                |                                                |
|          | o |  |  | Boulingrin          | Rouen                | (M) Technopôle (M) Georges Braque F2 22 36 P+R |
|          | o |  |  | Beauvoisine         | Rouen                | (M) Technopôle (M) Georges Braque F1 20        |
|          | o |  |  | Gare-Rue Verte      | Rouen                | (M) Technopôle (M) Georges Braque F2 F7 11 22  |
|          | o |  |  | Cauchoise           | Rouen                | 15                                             |
|          | o |  |  | Vieux Marché        | Rouen                |                                                |
|          | o |  |  | Belges              | Rouen                | T1 T2 T3                                       |
|          | o |  |  | Orléans             | Rouen                |                                                |
|          | o |  |  | CAF                 | Rouen                |                                                |
|          | o |  |  | Louis Poterat       | Rouen                | (M) Georges Braque                             |
|          | o |  |  | Chartreux           | Le Petit-Quevilly    | 27                                             |
|          | o |  |  | 11-Novembre         | Le Petit-Quevilly    |                                                |
|          | o |  |  | Stade Diochon       | Sotteville-lès-Rouen | F1 41 F9                                       |
|          | o |  |  | Champ des Bruyères  | Le Grand-Quevilly    |                                                |
|          | o |  |  | Stendhal            | Le Grand-Quevilly    |                                                |
|          | o |  |  | George Sand         | Le Grand-Quevilly    | 42                                             |
| Terminus | O |  |  | Zénith — Parc Expo  | Le Grand-Quevilly    | F6 F9 P+R                                      |

## Tramway dit « Métro »

### BrancheTechnopôle
|  |   |  |                                                     | Stations                          | Lat./Long.                  | Communes desservies      | Correspondances                             |
|  | - |  | --------------------------------------------------- | --------------------------------- | --------------------------- | ------------------------ | ------------------------------------------- |
|  | ■ |  | Station accessible aux personnes à mobilité réduite | Boulingrin                        | 49° 26′ 49″ N, 1° 06′ 19″ E | Rouen                    | Georges Braque T4 F2 22 36                  |
|  | • |  | Station accessible aux personnes à mobilité réduite | Beauvoisine                       | 49° 26′ 54″ N, 1° 06′ 02″ E | Rouen                    | Georges Braque T4 F1 20                     |
|  | • |  | Station accessible aux personnes à mobilité réduite | Gare-Rue Verte                    | 49° 26′ 54″ N, 1° 05′ 39″ E | Rouen                    | Georges Braque T4 F2 F7 11 22 Noctambus     |
|  | • |  | Station accessible aux personnes à mobilité réduite | Palais de Justice - Gisèle Halimi | 49° 26′ 34″ N, 1° 05′ 28″ E | Rouen                    | Georges Braque F2 F7 11 15 22 Noctambus     |
|  | • |  | Station accessible aux personnes à mobilité réduite | Théâtre des Arts                  | 49° 26′ 24″ N, 1° 05′ 22″ E | Rouen                    | Georges Braque T1 T2 T3 529 530 F5 F9 27 33 |
|  | • |  | Station accessible aux personnes à mobilité réduite | Joffre-Mutualité                  | 49° 26′ 07″ N, 1° 05′ 12″ E | Rouen                    | Georges Braque 33                           |
|  | • |  | Station accessible aux personnes à mobilité réduite | Saint-Sever                       | 49° 25′ 52″ N, 1° 04′ 54″ E | Rouen                    | Georges Braque F1 F9 27 Noctambus           |
|  | • |  | Station accessible aux personnes à mobilité réduite | Europe                            | 49° 25′ 42″ N, 1° 04′ 52″ E | Rouen                    | 27                                          |
|  | • |  | Station accessible aux personnes à mobilité réduite | Honoré de Balzac                  | 49° 25′ 34″ N, 1° 05′ 13″ E | Rouen                    |                                             |
|  | • |  | Station accessible aux personnes à mobilité réduite | Voltaire                          | 49° 25′ 23″ N, 1° 05′ 21″ E | Sotteville-lès-Rouen     |                                             |
|  | • |  | Station accessible aux personnes à mobilité réduite | Garibaldi                         | 49° 25′ 08″ N, 1° 05′ 27″ E | Sotteville-lès-Rouen     |                                             |
|  | • |  | Station accessible aux personnes à mobilité réduite | Hôtel de Ville de Sotteville      | 49° 24′ 51″ N, 1° 05′ 25″ E | Sotteville-lès-Rouen     | F3 F7 33 41                                 |
|  | • |  | Station accessible aux personnes à mobilité réduite | 14-Juillet                        | 49° 24′ 33″ N, 1° 05′ 00″ E | Sotteville-lès-Rouen     |                                             |
|  | • |  | Station accessible aux personnes à mobilité réduite | Jean Zay                          | 49° 24′ 15″ N, 1° 05′ 04″ E | Sotteville-lès-Rouen     |                                             |
|  | • |  | Station accessible aux personnes à mobilité réduite | Toit Familial                     | 49° 24′ 04″ N, 1° 04′ 54″ E | Sotteville-lès-Rouen     |                                             |
|  | • |  | Station accessible aux personnes à mobilité réduite | Champ de Courses                  | 49° 24′ 05″ N, 1° 04′ 33″ E | Saint-Étienne-du-Rouvray |                                             |
|  | • |  | Station accessible aux personnes à mobilité réduite | Ernest Renan                      | 49° 23′ 54″ N, 1° 04′ 23″ E | Saint-Étienne-du-Rouvray | 42                                          |
|  | • |  | Station accessible aux personnes à mobilité réduite | Le Parc                           | 49° 23′ 43″ N, 1° 04′ 10″ E | Saint-Étienne-du-Rouvray |                                             |
|  | • |  | Station accessible aux personnes à mobilité réduite | Maryse Bastié                     | 49° 23′ 31″ N, 1° 04′ 12″ E | Saint-Étienne-du-Rouvray |                                             |
|  | ■ |  | Station accessible aux personnes à mobilité réduite | Technopôle                        | 49° 23′ 11″ N, 1° 04′ 15″ E | Saint-Étienne-du-Rouvray | F6 Noctambus                                |

### Branche Georges Braque
|  |   |  |                                                     | Stations                          | Lat./Long.                  | Communes desservies | Correspondances                         |
|  | - |  | --------------------------------------------------- | --------------------------------- | --------------------------- | ------------------- | --------------------------------------- |
|  | ■ |  | Station accessible aux personnes à mobilité réduite | Boulingrin                        | 49° 26′ 49″ N, 1° 06′ 19″ E | Rouen               | Technopôle T4 F2 22 36                  |
|  | • |  | Station accessible aux personnes à mobilité réduite | Beauvoisine                       | 49° 26′ 54″ N, 1° 06′ 02″ E | Rouen               | Technopôle T4 F1 20                     |
|  | • |  | Station accessible aux personnes à mobilité réduite | Gare-Rue Verte                    | 49° 26′ 54″ N, 1° 05′ 39″ E | Rouen               | Technopôle T4 F2 F7 11 22 Noctambus     |
|  | • |  | Station accessible aux personnes à mobilité réduite | Palais de Justice - Gisèle Halimi | 49° 26′ 34″ N, 1° 05′ 28″ E | Rouen               | Technopôle F2 F7 11 15 22 Noctambus     |
|  | • |  | Station accessible aux personnes à mobilité réduite | Théâtre des Arts                  | 49° 26′ 24″ N, 1° 05′ 22″ E | Rouen               | Technopôle T1 T2 T3 529 530 F5 F9 27 33 |
|  | • |  | Station accessible aux personnes à mobilité réduite | Joffre-Mutualité                  | 49° 26′ 07″ N, 1° 05′ 12″ E | Rouen               | Technopôle 33                           |
|  | • |  | Station accessible aux personnes à mobilité réduite | Saint-Sever                       | 49° 25′ 52″ N, 1° 04′ 54″ E | Rouen               | Technopôle F1 F9 27 Noctambus           |
|  | • |  | Station accessible aux personnes à mobilité réduite | Avenue de Caen                    | 49° 25′ 47″ N, 1° 04′ 32″ E | Rouen               | T4 27                                   |
|  | • |  | Station accessible aux personnes à mobilité réduite | Jean Jaurès                       | 49° 25′ 39″ N, 1° 04′ 01″ E | Le Petit-Quevilly   | T4                                      |
|  | • |  | Station accessible aux personnes à mobilité réduite | François Truffaut                 | 49° 25′ 36″ N, 1° 03′ 45″ E | Le Petit-Quevilly   | 33 41                                   |
|  | • |  | Station accessible aux personnes à mobilité réduite | Place du 8-Mai                    | 49° 25′ 26″ N, 1° 03′ 34″ E | Le Petit-Quevilly   |                                         |
|  | • |  | Station accessible aux personnes à mobilité réduite | Saint-Julien                      | 49° 25′ 13″ N, 1° 03′ 34″ E | Le Petit-Quevilly   | 27                                      |
|  | • |  | Station accessible aux personnes à mobilité réduite | Charles de Gaulle                 | 49° 25′ 01″ N, 1° 03′ 20″ E | Le Petit-Quevilly   | 27 41                                   |
|  | • |  | Station accessible aux personnes à mobilité réduite | Provinces                         | 49° 24′ 42″ N, 1° 03′ 12″ E | Le Grand-Quevilly   |                                         |
|  | • |  | Station accessible aux personnes à mobilité réduite | J.F. Kennedy                      | 49° 24′ 35″ N, 1° 02′ 59″ E | Le Grand-Quevilly   | 42                                      |
|  | • |  | Station accessible aux personnes à mobilité réduite | Léon Blum                         | 49° 24′ 25″ N, 1° 02′ 43″ E | Le Grand-Quevilly   | 27                                      |
|  | • |  | Station accessible aux personnes à mobilité réduite | Paul Cézanne                      | 49° 24′ 13″ N, 1° 02′ 32″ E | Le Grand-Quevilly   |                                         |
|  | ■ |  | Station accessible aux personnes à mobilité réduite | Georges Braque                    | 49° 24′ 02″ N, 1° 02′ 32″ E | Le Grand-Quevilly   | F6 27                                   |